# Vojenská diktatura v Salvadoru
Vojenská diktatura v Salvadoru byla zahájena vojenským státním převratem v prosinci 1931, při kterém byl armádou svržen demokraticky zvolený prezident Arturo Araujo. Vojenská junta následně jmenovala viceprezidenta Maximiliana Hernándeze Martíneze prezidentem. Ten ve funkci vydržel až do roku 1944, kdy se odehrály studentské protirežimní demonstrace a armáda ho donutila rezignovat. Následovalo období střídání prezidentů. Z nich byli významní Óscar Osorio (1950–1956) a José María Lemus (1956–1960). V roce 1960 došlo k dalšímu vojenskému převratu a moc převzala junta a začala s reorganizací režimu. Mezi lety 1962 a 1979 státu vládla Strana národní koalice, čímž se režim projevoval vládou jedné strany. Posledním prezidentem režimu byl Carlos Humberto Romero, který byl svržen ve vojenském převratu plukovníky Adolfem Arnoldem Majanem a Jaimem Abdulem Gutiérrezem. Ti zavedli novou Revoluční vojenskou vládu Salvadoru, která vládla až do prezidentských voleb roku 1982, ve kterých vyhrál Álvaro Magaña. S pučem také vypukla salvadorská občanská válka, která trvala až do roku 1992.
Autoritářská vojenská diktatura omezovala politická práva v celé zemi a udržovala si vládu prostřednictvím zmanipulovaných voleb. V období diktatury bylo spácháno mnoho zvěrstev a porušování lidských práv. Za Martíneze salvadorská armáda v reakci na komunistické povstání v roce 1932 zmasakrovala 10 000 až 40 000 rolníků a domorodých obyvatel. Tato událost je v Salvadoru známá jako La Matanza (tj. masakr). V roce 1965 prezident Julio Adalberto Rivera Carballo založil Nacionalistickou demokratickou organizaci (Organización Democrática Nacionalista). Byla to skupina krajně pravicových paramilitárních jendotek a eskader smrti, které mučily politické oponenty, zastrašovaly voliče, manipulovaly volby a zabíjely rolníky.
Prezident Fidel Sánchez Hernández zahájil v červenci 1969 tzv. fotbalovou válku s Hondurasem s tvrzením, že honduraská vláda cíleně nezasáhla proti násilí, které se rozpoutalo po vítězství Salvadoru nad Hondurasem v kvalifikaci na mistrovství světa ve fotbale v roce 1970. Vojenský režim získal podporu od Spojených států amerických díky svému protikomunistickému postoji, který byl v souladu se zájmy Spojených států v době studené války.

## Pozadí
V roce 1913 se prezidentem Salvadoru stal Carlos Meléndez, avšak již v roce 1914 ho nahradil Alfonso Quiñónez Molina. Společně založili politickou dynastii, která prostřednictvím Národní demokratické strany (Partido Nacional Democrático) ovládala Salvador mezi lety 1913 a 1927. V roce 1915 se stal znovu prezidentem Meléndez a vládl až do roku 1918. Zemřel následujícího roku. Prozatímně se prezidentství opět chopil Quiñónez, než byl v březnu 1919 jmenován prezidentem Jorge Meléndez, mladší bratr Carlose Meléndeze. Ten vládl do roku 1923, než ho znovu nahradil Quiñónez, který vládl do roku 1927. Všichni tito prezidenti se dostali k moci tak, že byli vybráni svým předchůdcem. Roku 1927 se prezidentem stal Quiñónezův viceprezident Pío Romero Bosque, ten tradici jmenování nástupců přerušil. V roce 1931 se tak konaly svobodné volby, ve kterých zvítězil kandidát Strany práce (Partido Laborista Salvadoreña) Arturo Araujo. Jeho viceprezidentem byl zvolen generál Maximiliano Hernández Martínez z Národní republikánské strany (Partido Republicano Nacional).
Araujo se stal prezidentem během těžké hospodářské krize v důsledku dopadů Velké hospodářské krize. V letech 1871 až 1927 byl Salvador nazýván „kávovou republikou“ kvůli silné závislosti na vývozu kávy pro udržení své ekonomiky. Kvůli Velké hospodářské krizi však ceny kávy klesly o 54 % a salvadorskou ekonomiku poslala do vážné recese. Kvůli hospodářské krizi klesly mzdy, byl nedostatek potravin a zhoršily se životní podmínky. Krize způsobila rolnické nepokoje v západním Salvadoru a v důsledku toho Araujo jmenoval Martíneze ministrem národní obrany. Araujo se pokusil zavést daňovou reformu k boji proti hospodářské krizi, avšak odpor bohatých vlastníků půdy způsobil, že reformy selhaly.
Araujo snížil výdaje na armádu a odmítl platit velkému počtu vojáků, což v armádě vyvolalo hněv. Armáda proto 2. prosince 1931 ve 22 hodin místního času svrhla jeho vládu.

## Historie

### Maximiliano Hernández Martínez (1931–1944)

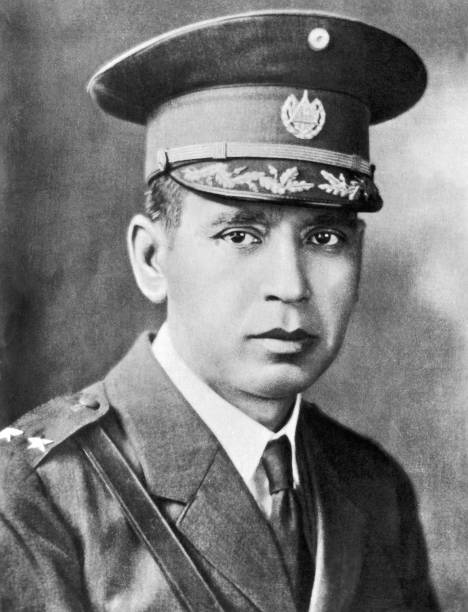
Generál Maximiliano Hernández Martínez prezidentem (ve funkci v letech 1931–1934, 1935–1944)

Dva dny od převratu Maximiliano Hernández Martínez rozpustil vojenské velení a sám se chopil moci. Při svém nástupu slíbil uspořádání parlamentních voleb v lednu 1932. Ty byly zahájeny, ale poté, co se ukázalo, že v řadě okrsků zvítězila Komunistická strana Salvadoru, Martínez volby anuloval. Další volby byly zrušeny. Režim využil kandidátních listin a začal perzekuovat kanditáty komunistické strany. Rolníci, povzbuzováni komunisty, se cítili podvedeni a ohroženi a vyvolali rolnické povstání, které vedli Farabundo Martí, Feliciano Ama, Mario Zapata a Alfonso Luna. Povstalci zabili maximálně 100 lidí. Martínez však ragoval tvrdě, a to vysláním armády. Při Martínezově zásahu bylo zabito přibližně 10 000 až 40 000 rolníků. V Salvadoru je tato událost známá jako La Matanza (tj. masakr). Krátce poté vláda udělila amnestii na všechny zločiny spáchané při masakru. Po potlačení komunistického povstání Spojené státy americké uznaly Martínezovu vládu.
Martínez během svého prezidentství pomohl Salvadoru zlepšit finanční situaci. V února 1932 Martínez pozastavil splátky zahraničního dluhu, ale dluh byl nakonec v roce 1938 splacen. Za jeho vlády byla založena Centrální rezervní banka Salvadoru (v roce 1934), aby pomohla stabilizovat colón, národní měnu. Martínez také v roce 1932 spustil program sociální péče na podporu chudých rolníků.
Martínezův režim se snažil udržet v zemi zdání demokratické legitimity. Vyhrál prezidentské volby v letech 1935, 1939 a 1944, všechny pod hlavičkou Národní strany Pro Patria (Partido Nacional „Pro-Patria“, PNPP). Jeho strana také vyhrála parlamentní volby v letech 1936, 1939 a 1944. Avšak v obou volbách, v legislativních i prezidentských, byl jediným kandidátem, respektive PNPP byla jedinou legální politickou stranou. Výsledky voleb navíc nebývaly oficiálně zveřejněny k přezkumu.
Přeed a během druhé světové války Martínez sympatizoval s nacismem a fašismem. V roce 1938 jmenoval ředitelem salvadorské vojenské akademie generála wehrmachtu Eberhardta Bohnstedta. Pro salvadorské letectvo nakupoval letadla z fašistické Itálii, přičemž část platby byla uhrazena kávou. Salvador se také stal jednou z prvních zemí, která uznala legitimitu frankistického Španělska. A jako druhý stát, po Japonsku, uznal Mandžukuo, loutkový stát Japonského císařství.
Po zapojení Spojených států amerických do války v prosinci 1941, donutily Salvador podpořit Spojence. Mezi 8. a 12. prosincem 1941 Salvador vyhlásil válku Japonsku, Německu i Itálii. Salvador nikdy nevyslal bojovat vojáky, ale podílel se na obraně Panamského průplavu. Během války George Mantello a plukovník José Castellanos Contreras zachránili 40 000 Židů ze střední Evropy, většinou z Maďarska, tím, že jim poskytli falešné salvadorské pasy a politický azyl.
V roce 1944 Martínez uspořádal volby a zvolil se na třetí funkční období prezidentem. Tento krok rozzlobil mnoho politiků, vojenských důstojníků, bankéřů a podnikatelů, protože otevřeně porušoval ústavu. V dubnu 1944 se důstojníci podporující Osu pokusili o převrat, který byl ale potlačen. Následovalo vyhlášení stanného práva. V květnu vypukly studentské demonstrace, během kterých armáda zabila několik studentů. Následně byl Martínez donucen armádou rezignovat a uprchl do exilu v Guatemale. Andrés Ignacio Menéndez nahradil Martíneze ve funkci prozatímního prezidenta a přijal požadavky protestujících na amnestii pro politické vězně, svobodu tisku a nové všeobecné volby. V říjnu 1944 byl Menéndez svržen ve vojenském převratu. Moci se chopil Osmín Aguirre y Salinas, který dodržel konání voleb v roce 1945. Nicméně byl ihned obviněn z jejich zmanipulování. Prezidentem se ve volbách stal jeho kandidát Salvador Castaneda Castro, který získal 99,7 % hlasů. Castaneda byl svržen ve vojenském převratu v prosinci 1948. Ten vykonali mladí důstojníci, kteří následně donutili rezignovat všechny generály armády a provedli tak generační čistku. Následně vládla revoluční vojenská junta. V roce 1950 byl ve volbách jmenován prezidentem major Óscar Osorio.

### Óscar Osorio a José María Lemus (1950–1960)

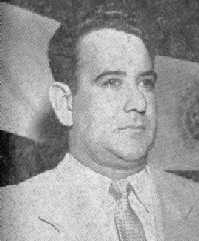
Podplukovník José María Lemus prezidentem (ve funkci v letech 1956–1960)

Major Óscar Osorio vládl mezi lety 1950 a 1956. Přijal novou ústavu a svými politikami podporovala hospodářský rozvoj, zemědělskou reformu a programy sociálního zabezpečení, ačkoli požadovaná agrární reforma nebyla provedena, aby nedošlo ke ztrátě podpory bohatých vlastníků půdy a oligarchů.
V prezidentských volbách 1956 vyhrál podplukovník José María Lemus. Jeho hlavní oponent Roberto Edmundo Cannessa byl před konáním voleb z nich vyškrtnut, což vedlo k drtivému vítězství Lemuse. V úřadu udělil amnestii mnoha politickým vězňům a exilovým politikům. Zrušil také několik represivních zákonů zavedených svými předchůdci. Kubánská revoluce z roku 1959 vedená nacionalistickým a revolučním hnutím Fidela Castra inspirovala studenty v Salvadoru, což vedlo k protestům za zavedení skutečně demokratického systému v zemi. V reakci na to Lemus opustil své reformy, zakročil proti svobodě projevu a zatýkal politické oponenty. Lemusův obrat k autoritářství způsobil, že se proti němu obrátila armáda, a v říjnu 1960 byl svržen. Vládu si následně podržela vojenská junta pod vedením podplukovníka Miguela Ángela Castilla. Krátce poté však došlo k vnitřnímu převratu v juntě a novou hlavou se stal podplukovník Julio Adalberto Rivera Carballo.

### Vláda Strany národní koalice (1962–1979)

Generál Carlos Humberto Romero prezidentem (ve funkci v letech 1977–1979)

V lednu 1962 se vojenská junta rozpustila a prozatímním prezidentem se stal Eusebio Rodolfo Cordón Cea. Byla přijata nová ústava zavádějící vládu jedné strany, a to nově vytvořené Strany národní koalice. V prezidentských volbách roku 1962 zvítězil její kandidát Julio Aldaberto Rivera se ziskem 100 % hlasů. V roce 1965 založil Národní bezpečnostní agenturu (ANSESAL). Sloužila jako národní zpravodajská služba země a dohlížela na operace Národní demokratické organizace (ORDEN), skupiny paramilitárních skupin, které zabíjely rolníky, manipulovaly s volbami a zastrašovaly voliče.
V roce 1964 Rivera zavedl volební reformy tím, že opozičním politickým stranám umožnil kandidovat v prezidentských volbách a soutěžit v parlamentních volbách. Dříve platilo, že strana, která získala nejvíce hlasů v určitém okrsku, získala všechny mandáty a veškeré zastoupení v daném okrsku. Podle jeho reforem však byla křesla a zástupci voleni poměrně počtu hlasů, které strana získala. Nejsilnější opoziční strana Křesťansko-demokratická strana získala několik mandátů a José Napoleón Duarte byl zvolen starostou San Salvadoru. Strana národní koalice si udržela kontrolu nad mocí s podporou Spojených států a prostřednictvím pokračujícího hospodářského růstu země.
V prezidentských volbách roku 1967 byl zvolen vládní kandidát Fidel Sánchez Hernández (se ziskem 54 % hlasů).
Během 60. let 20. století migrovalo do Hondurasu přibližně 300 000 obyvatel Salvadoru, z nichž mnozí vstoupili do země nelegálně. V říjnu 1963 Oswaldo López Aréllano svrhl prezidenta Hondurasu Ramóna Villedu Moralese a nastolil vojenskou diktaturu. Během Lópezova režimu se honduraská ekonomika dostala do recese a on obviňoval z ekonomických problémů země salvadorské imigranty. Hernández zahájil v červenci 1969 tzv. fotbalovou válku s Hondurasem s tvrzením, že honduraská vláda cíleně nezasáhla proti násilí, které se rozpoutalo po vítězství Salvadoru nad Hondurasem v kvalifikaci na mistrovství světa ve fotbale v roce 1970. V důsledku byly z Hondurasu vyhnáni všichni migranti ze Salvadoru.
Uprchlíci přicházející z Hondurasu do Salvadoru dostávali od salvadorské vlády jen malou nebo žádnou pomoc či podporu. Pro uprchlíky, kteří nyní žili v chudobě, se levicové skupiny jako Sjednocená fronta pro revoluční akci (FUAR), Sjednocená fronta lidové akce (FAPU) a Křesťanská federace salvadorských rolníků (FECCAS) jevily jako jediná příležitost, jak se z chudoby dostat. V důsledku toho levicové militantní organizace rostly co do velikosti i počtu a nadále získávaly větší podporu mezi chudým obyvatelstvem. Zvýšená podpora vedla k nárůstu levicových teroristických akcí proti vládě.
V této vypjaté situaci se v roce 1972 konaly prezidentské volby. Vládním kandidátem byl plukovník Arturo Armando Molina, jeho soupeřem byl José Napoleón Duarte. Molina získal 43,4 % hlasů a Duarte 42,1 % hlasů. Strana národní koalice byla obviněna z volebního podvodu. V březnu 1972 se skupina mladých levicově orientovaných vojenských důstojníků zvaná Vojenská mládež pokusila o státní převrat proti Sánchezovi Hernándezovi, aby zabránila Molinovi nastoupit do funkce prezidenta. Chtěli ustanovit revoluční vojenskou juntu, které by vládl José Napoleón Duarte. Pučisté však byli potlačeni a Duarte byl zatčen. Po výslechu, který zahrnoval týrání a mučení, byl vyhoštěn do Venezueli. Molina po svém nástupu k moci provedl čistky a pozatýkal stovky studentů.
Ve volbách roku 1977 opět zvítězil vládní kandidát, generál Carlos Humberto Romero (se ziskem 67 %). Volby byly opět zmanipulované. Během jeho vlády vypukla v Nikaragui sandinistická revoluce, přičemž se obával jejíhož přelivu do Salvadoru. Pokusil se zahájit jednání s opozicí, aby se tak nestalo, ale jeho pokus povzbudil opoziční síly, které v březnu 1979 vyšly do ulic San Salvadoru, aby stávkovaly. Romero proti stávkám zakročil a nařídil svým vojákům, aby do davu stříleli ostrou municí, aby stávku ukončili. Učinil tak ovšem před kamerami zahraničních novinářů, což vedlo k silné mezinárodní kritice a tlaku. V září 1979 sandinistická revoluce v Nikaragui uspěla a svrhla diktátora Anastasia Somozu Debayleho. To povzbudilo Vojenskou mládež vedenou plukovníky Adolfem Arnoldem Majanem a Jaime Abdulem Gutiérrezem, kteří provedli 15. října 1979, s podporou Spojených států, státní převrat proti Romerovi. Režim padl a Romero uprchl do Guatemaly.